# أكسيد الفاناديوم الثنائي
 أكسيد فاناديوم ثنائي  مركب كيميائي له الصيغة VO .